# Theater 't Web
Theater 't Web is een theater in Bleiswijk (Lansingerland). Het theater is gevestigd in het pand 't Web van Bibliotheek Oostland en wordt beheerd door Stichting Behoud 't Web.

## Geschiedenis
Gebouw 't Web aan de Nachtegaallaan in Bleiswijk stond op de nominatie verkocht te worden. Dat zou betekenen dat Bleiswijk geen betaalbare oefenruimtes meer had voor culturele verenigingen. Daarom heeft een aantal burgers de Stichting Behoud 't Web opgericht met als doel behoud van het pand en het kunnen gebruiken van het podium in het pand voor culturele programmering.
Door samenwerking met Bibliotheek Oostland is dit geslaagd. Bibliotheek Oostland was de oude eigenaar van het pand (tot 2007) en kocht 't Web op 1 september 2017 terug van gemeente Lansingerland (nadat de gemeenteraad op 1 juni 2017 akkoord was gegaan). Op 9 september 2017 werd de nieuwe toekomst van het pand gevierd. Enkele maanden later vond de eerste voorstelling plaats. Op 1 juni 2018 is de Bleiswijkse vestiging van Bibliotheek Oostland geopend in 't Web. Op 7 januari 2019 won Theater 't Web de Vrijwilligersprijs categorie Cultuur van de gemeente Lansingerland.
Bibliotheek Oostland is eigenaar en gebruiker van het pand. Andere gebruikers zijn onder meer de muziekvereniging, een jazzcombo, een fotoclub en dus Theater 't Web. Eens per circa 2 weken vinden voorstellingen, films etc plaats in het pand. Dit wordt georganiseerd door Stichting Behoud 't Web, samen met een grote groep vrijwilligers. 
De zaal biedt plaats aan 100 bezoekers. In het eerste jaar van het bestaan telde Theater 't Web 20 voorstellingen en circa 1.500 bezoeken. 